# 鹿谷史明
鹿谷 史明（しかたに ふみあき、1950年（昭和25年）5月2日 - ）は、日本の実業家。株式会社ダイヤモンド社会長

。

## 人物
- 神奈川県出身[4]
- 1973年（昭和48年）中央大学経済学部を卒業[5]。

## 経歴
- 2004年（平成16年）10月7日の役員会で高塚猛社長が辞表を提出、それを受理し後任の社長に代表取締役副社長の鹿谷史明が就任した[6]。
- 2016年（平成28年）4月1日、社長を退き代表取締役会長に就任した。新社長に石田哲哉取締役雑誌局長が昇格した[7]。

## 対外関連
- 中央大学出版白門会|学員会|職域支部の会員[5]
- 全国出版協会|会員社名簿